# Deutsche Nordische Skimeisterschaften 1967
Die Deutschen Nordischen Skimeisterschaften 1967 fanden vom 15. bis zum 19. Februar in Nesselwang im Ostallgäu sowie am 4. und 5. März zwischen Brend und dem Rohrhardsberg bei Furtwangen im Schwarzwald statt. Die Sprungläufe wurden auf der 1966 wieder aufgebauten Hans-Riefler-Schanze (K-70) abgehalten. Die Loipen in Nesselwang hatten einen Höhenunterschied von 315 Metern vorzuweisen. Bei der Vereinsstaffel und dem Skimarathon liefen die Athleten auf Strecken mit einer Höhe von über 1000 m ü. NHN. Die Meisterschaften wurden im Vorfeld als „Keller-Demel-Spiele“ tituliert, da die beiden Ski-Asse Franz Keller und Walter Demel in ihren jeweiligen Disziplinen als unschlagbar galten. Tatsächlich konnten beide Meistertitel gewinnen und als herausragende Athleten der Wettkämpfe in Erinnerung behalten werden. Dennoch gab es mit dem Skisprungtitel für Wolfgang Schüller einen Überraschungssieg. Insgesamt konnte der Bayerische Skiverband acht der neun Titel erringen.

## Programm und Zeitplan
| Datum            | Uhrzeit | Ereignis                  | Geschlecht | Ort        |
| ---------------- | ------- | ------------------------- | ---------- | ---------- |
| Mi., 15. Februar | 09:00   | 30-km-Langlauf            | Männer     | Nesselwang |
| Do., 16. Februar | 10:00   | 5-km-Langlauf             | Frauen     | Nesselwang |
| Do., 16. Februar |         | Kombinationsspringen      | Männer     | Nesselwang |
| Fr., 17. Februar | 08:30   | 15-km-Langlauf            | Männer     | Nesselwang |
| Fr., 17. Februar | 10:30   | 3 × 5-km-Verbandsstaffel  | Frauen     | Nesselwang |
| Sa., 18. Februar | 09:00   | 4 × 10-km-Verbandsstaffel | Männer     | Nesselwang |
| Sa., 18. Februar |         | Ausscheidungsspringen     | Männer     | Nesselwang |
| So., 19. Februar | 13:30   | Skispringen               | Männer     | Nesselwang |
|                  |         |                           |            |            |
| Sa., 4. März     |         | 4 × 10-km-Vereinsstaffel  | Männer     | Furtwangen |
| So., 5. März     |         | 50-km-Skimarathon         | Männer     | Furtwangen |

## Skilanglauf

### Frauen

#### 5km
| Platz | Name                    | Verein               | Zeit (h)  |
| ----- | ----------------------- | -------------------- | --------- |
| 01    | Barbara Barthel         | SC Wunsiedel         | 0:23:19,5 |
| 02    | Michaela Endler         | WSV Oberaudorf       | 0:23:44,5 |
| 03    | Monika Mrklas           | SK Meinerzhagen      | 0:24:39,4 |
| 04    | Annemie Amslinger       | TV Altötting         | 0:24:55,6 |
| 05    | Stefanie Köhrer-Wamsler | SC Degenfeld         | 0:25:14,7 |
| 06    | Monika Schnieber        | WSV Braunlage        | 0:26:27,7 |
| 07    | Veronika von Kaufmann   | SC Ruhpolding        | 0:26:43,0 |
| 08    | Anita Dorer             | SZ Brend             | 0:26:59,2 |
| 09    | Ilse Portner            | SC Hochvogel München | 0:27:00,8 |
| 10    | Christina Pfnür         | ASV Strub            | 0:27:01,4 |

Datum: Donnerstag, 16. Februar 1967

Der 27-jährigen Barbara Barthel gelang bei guten Schnee- und Witterungsbedingungen gegen ein Teilnehmerinnenfeld von 16 Athletinnen die Titelverteidigung.

#### Verbandsstaffel
| Platz | Namen                                             | Verband              | Zeit (h)  |
| ----- | ------------------------------------------------- | -------------------- | --------- |
| 01    | Michaela Endler Annemie Amslinger Barbara Barthel | BSV I (Bayern)       | 1:18:29,2 |
| 02    |                                                   | SSV (Schwaben)       | 1:18:56,6 |
| 03    |                                                   | Harz (Niedersachsen) | 1:23:17,6 |

Datum: Freitag, 17. Februar 1967

Mit Annemie Amslinger anstelle von Veronika von Kaufmann verteidigte die Staffel des Bayerischen Skiverbands den Meistertitel in der 3 × 5-km-Staffel der Frauen. Mit weniger als 30 Sekunden Rückstand folgte auf dem zweiten Platz die schwäbische Staffel.

### Männer

#### 15 km
| Platz | Name                | Verein                | Zeit (h)  |
| ----- | ------------------- | --------------------- | --------- |
| 01    | Walter Demel        | SC Zwiesel            | 0:50:50,6 |
| 02    | Karl Buhl           | SC Sonthofen          | 0:52:06,3 |
| 03    | Eduard Lengg        | WSV Reit im Winkl     | 0:53:46,1 |
| 04    | Herbert Steinbeißer | SC Ruhpolding         | 0:54:21,8 |
| 05    | Horst Kohler        | SC Immenstein-Neusatz | 0:54:39,7 |
| 06    | Helmut Gerlach      | WSV Braunlage         | 0:54:56,2 |
| 07    | Anton Reiter        | WSV Reit im Winkl     | 0:55:05,6 |
| 08    | Josef Niedermeier   | WSV Reit im Winkl     | 0:55:07,7 |
| 09    | Helmut Roderer      | SC Neubau             | 0:55:12,4 |
| 10    | Rudolf Kopp         | WSV Reit im Winkl     | 0:55:16,8 |

Datum: Freitag, 17. Februar 1967

Weitere Platzierungen:

11. Platz: Ludwig Reiser (0:55:19,2 h)

12. Platz: Klaus Ganter (0:55:27,9 h)

48. Platz: Franz Keller (0:58:15,0 h)

Erwartungsgemäß siegte der Bundesgrenzschützer Walter Demel vor dem Vorjahressieger Karl Buhl. In einem Feld mit über 150 Langläufern gelang dem Kombinierer Edi Lengg als Dritter ein Achtungserfolg.

#### 30 km
| Platz | Name                   | Verein                  | Zeit (h)  |
| ----- | ---------------------- | ----------------------- | --------- |
| 01    | Walter Demel           | SC Zwiesel              | 1:37:55,1 |
| 02    | Karl Buhl              | SC Sonthofen            | 1:41:42,9 |
| 03    | Horst Kohler           | SC Immenstein-Neusatz   | 1:45:48,7 |
| 04    | Helmut Gerlach         | WSV Braunlage           | 1:46:11,1 |
| 05    | Herbert Merkel         | TS Marktredwitz-Dörflas | 1:47:00,4 |
| 06    | Herbert Steinbeißer    | SC Ruhpolding           | 1:47:07,4 |
| 07    | Ludwig Reiser          | SC Partenkirchen        | 1:47:08,5 |
| 08    | Karl-Heinz Scherzinger | SZ Brend                | 1:47:51,3 |
| 09    | Siegfried Weiß         | SZ Brend                | 1:48:19,8 |
| 10    | Hubert Reichelmeier    | SC Peiting              | 1:49:30,3 |

Datum: Mittwoch, 15. Februar 1967

Wieder einmal dominierte Walter Demel die deutsche Langlaufkonkurrenz, wieder einmal wurde Karl Buhl mit deutlichem Rückstand Zweiter. Dahinter belegte der überraschend starke Horst Kohler den dritten Rang. Zwar galt die Strecke als schwer zu bewältigen, doch konnten die Athleten das Rennen bei Sonnenschein absolvieren. Es nahmen 90 Wintersportler am Langlauf teil.

#### 50 km
| Platz | Name                   | Verein                  | Zeit (h) |
| ----- | ---------------------- | ----------------------- | -------- |
| 01    | Karl Buhl              | SC Sonthofen            | 2:54:52  |
| 02    | Karl-Heinz Scherzinger | SZ Brend                | 2:56:28  |
| 03    | Siegfried Weiß         | SZ Brend                | 2:59:37  |
| 04    | Herbert Merkel         | TS Marktredwitz-Dörflas | 3:01:02  |
| 05    | Helmut Gerlach         | WSV Braunlage           | 3:01:08  |
| 06    | Gerhard Gehring        | SC Fischen              | 3:04:21  |
| 07    | Peter Weiß             | SZ Brend                | 3:04:48  |
| 08    | Xaver Kraus            | WSV Reit im Winkl       | 3:05:48  |
| 09    | Max Haberstroh         | SC Schonach             | 3:07:48  |
| 10    | Nikolaus Duffner       | SC Schonach             | 3:08:20  |

Datum: Sonntag, 5. März 1967

Da Walter Demel am Holmenkollen-Skifestival teilnahm, galt Karl Buhl als Favorit auf den Meistertitel. Dieser wurde dem Druck gerecht und gewann vor Karl-Heinz Scherzinger und dem Altmeister Siegfried Weiß die deutsche Meisterschaft. Es gingen 77 Athleten an den Start, doch kamen auf stumpfen Schnee einige nicht ins Ziel.

#### Verbandsstaffel
| Platz | Namen                                                            | Verband             | Zeit (h)  |
| ----- | ---------------------------------------------------------------- | ------------------- | --------- |
| 01    | Herbert Steinbeißer Eduard Lengg Karl Buhl Walter Demel          | BSV I (Bayern)      | 2:26:59,6 |
| 02    | Klaus Ganter Karl-Heinz Scherzinger Andreas Stolz Horst Kohler   | SVS I (Schwarzwald) | 2:32:45,7 |
| 03    | Josef Niedermeier Hubert Reichelmeier Ludwig Reiser Anton Reiter | BSV II (Bayern)     | 2:33:11,5 |

Datum: Samstag, 18. Februar 1967

Weitere Platzierungen:

4. Platz: Bayern III (2:36:55,8 h)

5. Platz: Schwarzwald II (2:37:26,7 h)

6. Platz: Schwaben I (2:37:58,9 h)

#### Vereinsstaffel
| Platz | Namen                                                         | Verein            | Zeit (h) |
| ----- | ------------------------------------------------------------- | ----------------- | -------- |
| 01    | Josef Niedermeier Rudolf Kopp Xaver Kraus Anton Reiter        | WSV Reit im Winkl | 2:11:12  |
| 02    | Hubert Merkel Theo Merkel Karl Zellner Herbert Steinbeißer    | SC Ruhpolding     | 2:11:26  |
| 03    | Siegfried Kaltenbach Max Haberstroh Simon Stolz Andreas Stolz | SC Schonach       | 2:14:47  |

Datum: Samstag, 4. März 1967

Weitere Platzierungen:

4. Platz: SZ Brend (2:17:28 h)

5. Platz: WSV Braunlage (2:18:17 h)

6. Platz: SC Willingen (2:20:26 h)

7. Platz: SV Baiersbronn (2:21:36 h)

8. Platz: SC Nesselwang (2:21:55 h)

9. Platz: SC Altenau (2:22:10 h)

10. Platz: WSV Clausthal-Zellerfeld (2:23:13 h)

## Nordische Kombination
| Platz | Name            | Ort               | Gesamtpunkte |
| ----- | --------------- | ----------------- | ------------ |
| 01    | Franz Keller    | SK Nesselwang     | 478,43       |
| 02    | Eduard Lengg    | WSV Reit im Winkl | 460,10       |
| 03    | Günther Naumann | TSV Urach         | 442,13       |
| 04    | Alfred Winkler  | SK Winterberg     | 428,67       |
| 05    | Udo Pfeffer     | SK Meinerzhagen   | 398,16       |
| 06    | Axel Zerlaut    | WSV Isny          | 394,41       |
| 07    | Gerhard Kallert | SC Artelshofen    | 393,79       |
| 08    | Hans Namberger  | SC Traunstein     | 377,21       |
| 09    | Peter Hauser    | WSV Reit im Winkl | 374,40       |
| 10    | Heini Ihle      | SC Oberstdorf     | 363,99       |

Datum: Donnerstag, 16. Februar und Freitag, 17. Februar 1967

Der Skisprungmeister aus dem Jahr 1966 Franz Keller gewann seinen ersten Meistertitel in der Nordischen Kombination. Vor rund 3.000 Zuschauern lag er bereits nach Sprüngen auf 81 (Schanzenrekord) und 77 Metern sowie 262,39 Punkten vor dem Langlauf deutlich in Führung. Hinter ihm lagen noch Heini Ihle (78 und 77 m; 245,50) und Alfred Winkler (72 und 73 m; 215,59) auf dem Podest, doch verloren beide ihre Positionen nach dem Langlauf. Edi Lengg, der nach dem Springen nicht unter den besten Zehn rangierte, gewann nach überragenden 15 Kilometern noch die Silbermedaille. Auch Günther Naumann rückte von Platz vier auf den Bronzerang vor.

## Skispringen
| Platz | Name              | Verein           | Weite 1 | Weite 2 | Punkte |
| ----- | ----------------- | ---------------- | ------- | ------- | ------ |
| 01    | Wolfgang Schüller | SC Mannheim      | 78,0 m  | 78,0 m  | 224,2  |
| 02    | Heini Ihle        | SC Oberstdorf    | 74,5 m  | 78,0 m  | 219,1  |
| 03    | Franz Keller      | SK Nesselwang    | 75,0 m  | 72,0 m  | 213,3  |
| 04    | Günther Göllner   | 1. FC Bayreuth   | 71,5 m  | 74,5 m  | 204,7  |
| 05    | Oswald Schinze    | SC Willingen     | 73,5 m  | 70,5 m  | 198,0  |
| 06    | Helmut Kurz       | SK Berchtesgaden | 71,0 m  | 70,5 m  | 197,0  |
| 07    | Henrik Ohlmeyer   | SK Bischofsgrün  | 79,5 m  | 75,5 m  | 191,5  |
| 08    | Karl-Heinz Munk   | SC Partenkirchen | 66,0 m  | 69,5 m  | 184,8  |

Datum: Sonntag, 19. Februar 1967

Die Überraschung der Meisterschaften bildete der Sieg Wolfgang Schüllers, der seinen ersten Meistertitel gewann. „Doch mit dem Sieg hatte ich nicht gerechnet, für mich waren Franz Keller und der Heini Ihle die Favoriten“, so der frischgebackene Meister. Den weitesten Sprung des Tages auf 79,5 Meter konnte Henrik Ohlmeyer nicht stehen.

## Zeitungsartikel und Weblinks
- Deutsche nordische Meisterschaften in Nesselwang, Passauer Neue Presse, Ausgabe Nr. 38 vom Mittwoch, dem 15. Februar 1967.
- Walter Demel sicherte sich 18. deutschen Ski-Langlauftitel, PNP, Ausgabe Nr. 39 vom Donnerstag, dem 16. Februar 1967.
- Keller auf dem Weg zur deutschen Meisterschaft, PNP, Ausgabe Nr. 40 vom Freitag, dem 17. Februar 1967.
- Franz Keller gewann die Nordische Kombination, PNP, Ausgabe Nr. 41 vom Samstag, dem 18. Februar 1967.
- 20. Deutscher Meistertitel für Walter Demel, PNP, Ausgabe Nr. 42 vom Montag, dem 19. Februar 1967.
- Reit im Winkl zum 6. Male Vereinsstaffelmeister, PNP, Ausgabe Nr. 54 vom Montag, dem 6. März 1967.